# Dobrosin
Dobrosin (srpski: Добросин, albanski: Dobrosini) je naselje u općini Bujanovac u južnoj Srbiji, blizu granice s Kosovom.

## Zemljopis
Dobrosin se nalazi gotovo na samoj granici Srbije s Kosovom, u Pčinjskom okrugu, 16 kilometara zapadno od općinskog središta Bujanovca.

## Stanovništvo
Prema popisu stanovništva iz 2002. godine, u naselju Dobrosin živi 747 ljudi, velikom većinom Albanaca. Podaci s posljednjeg popisa stanovništva Republike Srbije (iz 2011. godine) ne obuhvaćaju albansku populaciju općine Bujanovac (pa tako ni Dobrosina) zbog bojkota albanske zajednice.

## Povijest
Dobrosin je postao poznat u siječnju 2000. godine, kad je u njemu službeno osnovana Oslobodilačka vojska Preševa, Medveđe i Bujanovca, većinom od pripadnika raspuštene Oslobodilačke vojske Kosova i lokalnih albanskih dobrovoljaca. Dobrosin se neposredno nakon Rata na Kosovu našao unutar demilitarizirane zone koja je službeno bila pod nadzorom Ujedinjenih naroda, a služila je kao utočište albanskim separatističkim organizacijama s prostora južne Srbije. Demilitarizirana je zona ukinuta 2001. godine, kada Dobrosin ponovno dolazi pod nadzor policijskih snaga Savezne Republike Jugoslavije.